# Johann Andres (Fußballspieler)
Johann Andres (auch Hans Andres; * 17. Juni 1887; † 25. Juli 1970) war ein österreichischer Fußballspieler und Nationalspieler auf der Position eines Stürmers und gilt als Mitbegründer des ehemaligen Fußballvereins Wiener Associationfootball-Club.

## Karriere als Spieler

### Vom Ballschani zum Stürmerstar des WAC
Mit dem Fußballspiel kam Andres bereits im Jahr 1894 auf der Jesuitenwiese als „Ballschani“ der „Cricketer“, für deren populäre Mannschaft er damals nach eigenen Aussagen eine jugendliche Begeisterung an den Tag legte, in Berührung. Diese Vorliebe für die schwarz-blauen Fußballgrößen trug ihm auch den Spitznamen „Cricketer-Hansl“ ein, den er zeit seines Lebens nicht mehr ablegen konnte und das obwohl er nie bei den Cricketern spielte.
Die erste Mannschaft für die Andres öffentlich antrat, war die Schüttler Regatta, ein kleiner unbedeutender Verein, der später noch andere Fußballgrößen hervorbrachte. Später trat er zu Transvaal und Olympia über. Bei der Olympia macht er auf der Position des Mittelstürmers auf sich aufmerksam und wechselte um die Ablöse von fünf Paar Fußballschuhen zu seinem ersten großen Verein, dem Wiener AC, für den er von 1905 bis 1910 tätig war. Sein erstes Spiel in der Kampfmannschaft der „Rot-Schwarzen“ absolvierte er gegen MTK Budapest. Da er sich als Mittelstürmer gegen die robusten Ungarn nicht durchsetzen konnte, wich Andres nach Seitenwechsel auf den linken Flügel aus und hatte auf dieser Position so viel Erfolg, dass er von da ab ständig in der Kampfmannschaft blieb.
Andres galt vor dem Ersten Weltkrieg als bester linker Flügelstürmer Österreich-Ungarns. Er war ein flinker, leichtgewichtiger Spieler, dem es zwar an Schusskraft fehlte, der aber durch seine balltechnischen Fähigkeiten hervorragend mit Fischera und Studnicka harmonierte und dessen präzisen Flanken und Passes oftmals im Abschluss endeten. Zu seiner Zeit galt er ob seiner Ballkünste auch als der perfekte Fußball-Clown, dessen gefinkelte Spielweise das Publikum köstlich amüsierte, seine ratlosen Gegenspieler aber manchmal bis zur Weißglut reizte. Den Zenit seines Könnens erreichte er in den Jahren 1909 und 1910, als er zusammen mit den Fußballkünstlern Fischera und Studnicka den erfolgreichsten Teil des damals hochklassigen Athletiker-Angriffes bildete. In diese Zeit fiel auch der aufsehenerregende Erfolg gegen die englische Profi-Mannschaft Sunderland, die am 20. Mai 1909 auf dem WAC-Platz mit 2:1 besiegt werden konnte. Weitere Höhepunkte in seiner Karriere waren die Spiele gegen die berühmten Prager Vereine Slavia und DFC.

### Wechsel zum Wiener AF
Nach der Sezession des Wiener AC im Jahr 1910, bei der er wegen Unstimmigkeiten der Spieler mit der Vereinsführung mitsamt fast der gesamten Kampfmannschaft (einzig Jan Studnicka verblieb bei den Praterleuten) die Athletiker verließ, gründete Andres gemeinsam mit mehreren seiner Kollegen den Wiener AF. Mit dem WAF belegte er in der ersten offiziellen österreichischen Fußballmeisterschaft 1911/12 hinter dem späteren österreichischen Rekordmeister Rapid Wien und dem Wiener Sport-Club den dritten Rang. Eine Meniskusverletzung im rechten Kniegelenk, die er sich in einem Spiel gegen die Vienna einhandelte, beendete Ende 1912 seine Karriere als Fußballspieler.

### Auswahlspiele
Zwischen 1908 und 1912 wurde Andres 13 mal in Auswahlspiele der Nationalmannschaft und des Wiener Teams einberufen. Sein Debüt in der Nationalmannschaft feierte er am 3. Mai 1908 mit dem Führungstreffer zum 4:0-Erfolg seiner Mannschaft im Städtespiel Wien gegen Budapest, das erst nachträglich in die offizielle Länderspielstatistik aufgenommen wurde. Am 7. Juni 1908 erzielte er den Siegestreffer zum 3:2-Erfolg der Österreicher im Länderspiel gegen die deutsche Nationalmannschaft. In den Jahren bis 1912 absolvierte Andres noch drei weitere Spiele für Österreich, alle gegen den Erzrivalen Ungarn, bevor er am 5. Mai 1912 wiederum mit einem Duell gegen die ungarische Elf seine Karriere im Nationalteam beendete.

## Kurze Laufbahn als Trainer und Schiedsrichter
Nach dem Ersten Weltkrieg wurde Andres vom Sektionsleiter des Wiener Amateur-Sport-Vereins, Hugo Meisl als Trainer verpflichtet und feierte auch in dieser Rolle schöne Erfolge. Nach diesem Engagement als Trainer betätigte er sich eine Zeitlang noch als Schiedsrichter bei Meisterschafts- und Freundschaftsspielen.

## Vereine
- Schüttler Regatta
- Transvaal Wien
- FC Olympia Wien
- Wiener AC (1905–1910)
- Wiener AF (1910–1912)

## Erfolge
- 1 × Österreichischer Vizemeister: 1913 (WAF)
- 6 Länderspiele und zwei Tore für die österreichische Fußballnationalmannschaft von 1908 bis 1912
- 7 Auswahlspiele für das Wiener Team